# Baccara
Baccara was een populaire Spaanse popgroep uit de late jaren zeventig en begin jaren tachtig. De groepsleden waren Mayte Mateos (7 februari 1951, meestal gekleed in het zwart) en Maria Mendiola (4 mei 1952 - 11 september 2021, in het wit). Hun muziek was een mengeling van pop en disco, de tekst was in het Engels met een Spaans accent.

## Geschiedenis
Het duo werd in 1976 gevormd door twee flamencodanseressen, die optraden voor toeristen in hotel Tres Islas op Fuerteventura. Ze werden ontdekt door 
de Duitse platenbaas van RCA-Records, waar ze een contract kregen. Yes Sir, I Can Boogie, geschreven door Frank Dostal en Rolf Soja, werd in oktober 1977 een internationale hit en ging in totaal 18 miljoen keer over de toonbank en werd daarmee een van de meest verkochte singles aller tijden.  Ook de opvolger Sorry, I'm a Lady kwam in de Europese hitparades.
Baccara vertegenwoordigde Luxemburg op het Eurovisiesongfestival 1978 in Parijs met het lied Parlez-vous français, ze begonnen als favorieten maar werden uiteindelijk zevende. Na vier albums ging het duo in 1982 uit elkaar. 
Ze gingen solo verder of in nieuwe formaties als Baccara 2000  (Mayte Mateos en Cristina Sevilla, 1999-2004) en New Baccara  (Maria Mendiola en Maryse Perez, 1985-1989). 

## Baccara van Mayte Mateos (1983 - nu)
De afgelopen 40 jaar heeft Mayte Mateos met meerdere podiumpartners samengewerkt. Eind jaren negentig werkte Mateos samen met de Australische zangeres Jane Comerford. In 1999 begon Mayte Mateos met optreden en opnemen met de Spaanse zangeres Cristina Sevilla.
Onder de artistieke naam Baccara 2000 brachten Mateos en Sevilla de rapversie uit van Yes sir, I can boogie '99, met de Amerikaanse rapper Michael Yuniversal, op het Duitse platenlabel BMG Ariola. Het album genaamd Baccara 2000 volgde, eveneens uitgebracht door het platenlabel BMG – RCA. Het album werd geproduceerd door Thorsten Brotzman , die eerder als toetsenist in 1995 met Thomas Anders door Rusland  toerde en van 1992 tot 1997 betrokken was bij de opnames van Blue System.

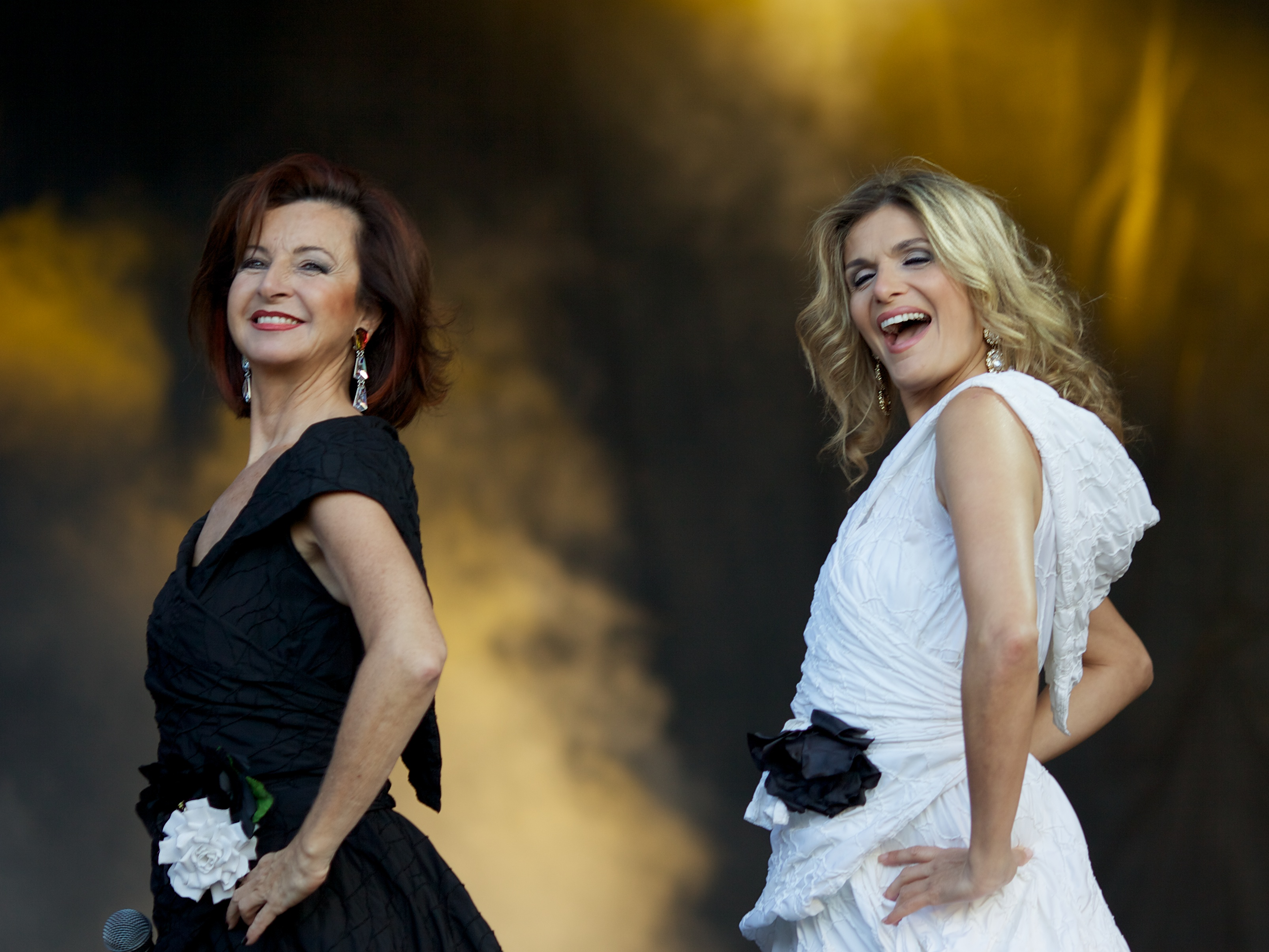
Baccara formatie met Mayte Mateos (links) in Skien, Noorwegen (2010)

In 2004 namen Mateos en Sevilla als Baccara deel aan de Zweedse voorronde voor het Eurovisiesongfestival, Melodifestivalen. Met het liedje Soy tu venus slaagde ze er niet in de finale te bereiken . Later in 2004 werd het album Soy tu Venus uitgebracht door het Zweedse label ‘Lionheart Records’.
Vanaf 2005 trad Mayte Mateos op op het podium en nam op in de studio met Paloma Blanco. In 2008 brachten ze een single Nights in Black Satin uit en een album Satin… in Black and White op het Duitse platenlabel 'Edel'. Het album werd geproduceerd door Ralf Soja en Frank Dostal.
Baccara als Mayte Mateos en Paloma Blanco heeft in 2022-2023 slechts 3 keer opgetreden: eenmaal in Logroño (gemeente), en twee keer in Palma De Mallorca.

## Baccara van Maria Mendiola (1985 – 2021)
Maria Mendiola treedt sinds 1985 op en neemt op met Marisa Pérez.
In 1986 brachten ze onder de artistieke naam New Baccara de single Call me up uit op het platenlabel “Sanni Records”. De single werd geproduceerd door Luis Rodriguez, de coproducent van Modern Talking en C.C.Catch. Voor Talisman, de Spaanse versie van hetzelfde nummer, schreef Mendiola de tekst. In 1988 brachten Mendiola en Perez – nog steeds onder de artistieke naam New Baccara – de single Fantasy boy uit op het platenlabel 'Bellaphon'. De twee bovengenoemde nummers brachten New Baccara grote populariteit in Latijns-Amerika.
In 1989 werd de single Touch me uitgebracht, wederom op het platenlabel 'Bellaphon'. In 1990 brachten Mendiola en Pérez het album “F.U.N.” uit, op het platenlabel 'Dureco'.

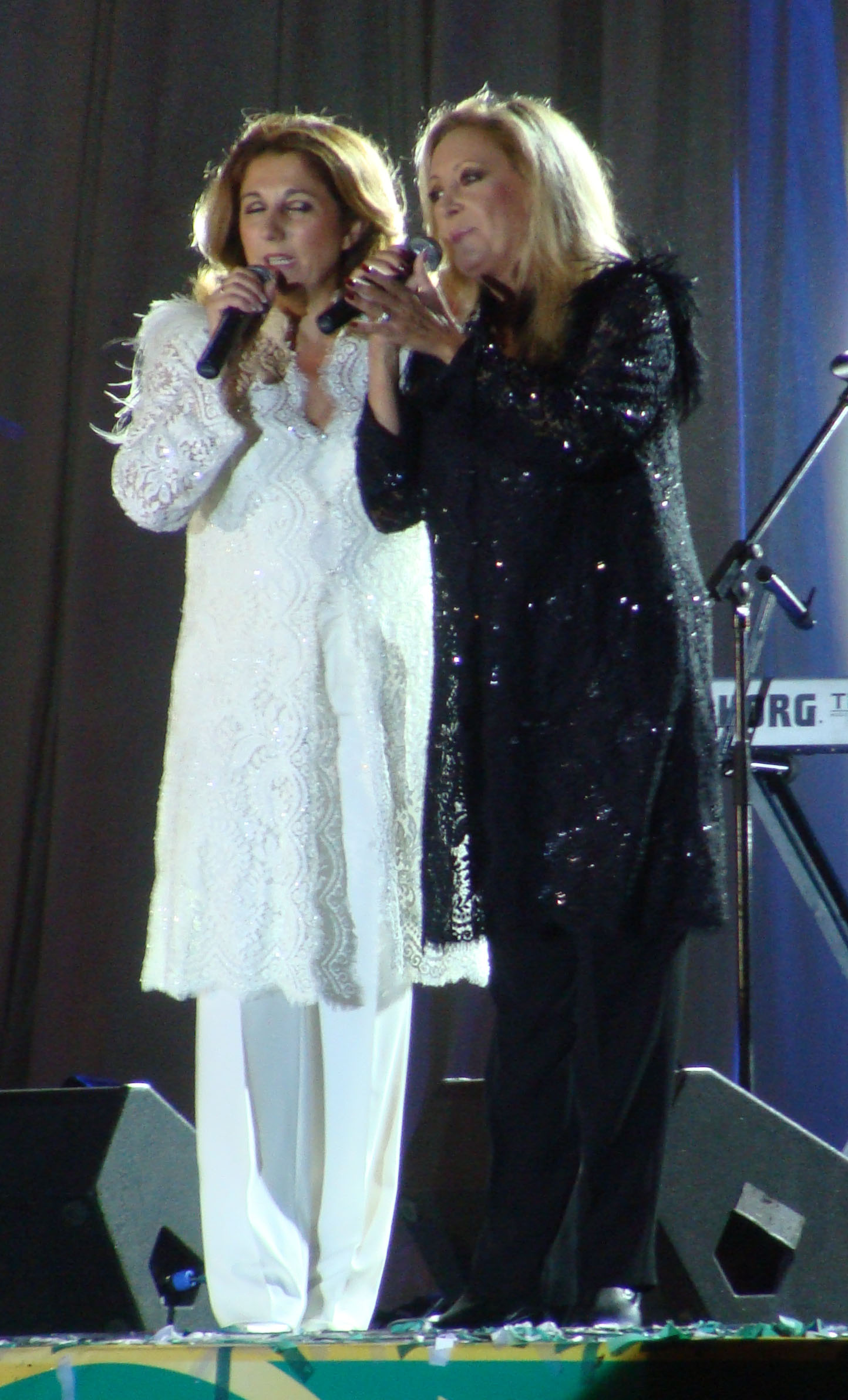
Baccara formatie met Maria Mendiola (rechts) in Kotlas, Rusland (2011)

Begin jaren negentig lieten Mendiola en Perez het voorvoegsel ‘New’ vallen en begonnen met opnemen als Baccara. In 1993 bracht Mendiola's Baccara de single Wind beneth my Wings uit op het Britse platenlabel 'Loading Bay'. De single werd een clubhit in Groot-Brittannië.
Als Baccara toeren Mendiola en Pérez actief door Oost-Europa. In 2004 traden ze op op het festival 'Discoteka 80s'  in Moskou, Rusland. In april 2005 neemt Mendiola's Baccara deel aan de televisieshow Hit me baby one more time in Groot-Brittannië (eiland).
In 2008 moest Marisa Pérez het podium verlaten vanwege haar gezondheidsproblemen. Sinds 2011 trad Maria Mendiola op en nam ze op met Cristina Sevilla, die eerder samenwerkte met een ander origineel lid van Baccara, Mayte Mateos.  In 2012 traden Mendiola en Sevilla als Baccara op tijdens de Legends of Retro FM in Moskou, Rusland.
In 2017 brachten Mendiola en Sevilla de single Gimme your love, geproduceerd door Luis Rodriguez, uit op het label 'Team 33 Music' . Kort daarop volgde het album I belong to our heart .
In 2020 namen Mendiola en Sevilla als Baccara de eerste Baccara-hit, Yes sir I can boogie, opnieuw op voor de Schotse remixer George Benson. De single werd uitgebracht als GBX met Baccara. November 2020, 43 jaar na het hit-succes, was Baccara met Yes Sir, I Can Boogie terug in de Engelse top 40. Dit gebeurde, nadat het Schotse elftal na de plaatsing voor de Europese Kampioenschappen spontaan ging dansen op het nummer.
Maria Mendiola overleed op 11 september 2021 in Madrid .

## Baccara van Cristina Sevilla (2022 - nu)
In 2022 besloot Cristina Sevilla, na vele verzoeken van fans en om de contracten na te komen die nog waren ondertekend tijdens de samenwerking met Maria Mendiola, het project nieuw leven in te blazen. Op 26 januari 2022 is de aankondiging gedaan om de nieuwe podiumpartner van Sevilla – Helen de Quiroga – voor te stellen. De Quiroga werkte eerder als achtergrondzangeres met artiesten als Alejandro Sanz en Miguel Bosé, nam deel aan de  Cats (musical) en aan de opnames van Spaanse soundtracks voor Disney films De kleine zeemeermin (1989) en The Lion King (1994).  Het eerste optreden van de nieuwe Baccara-line-up op het podium vond plaats in februari 2022 in Kiev, Oekraïne. 

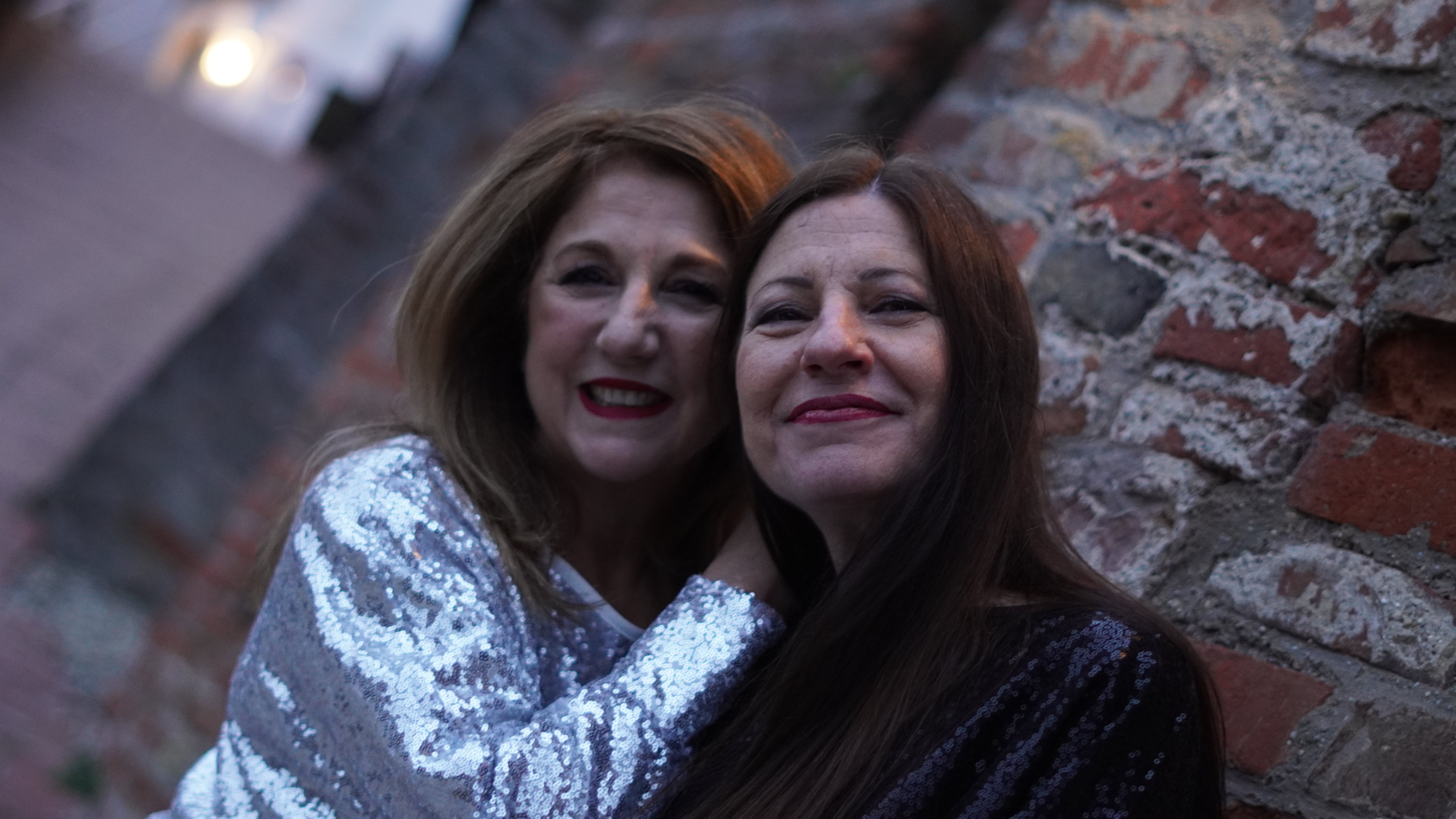
Cristina Sevilla (links) en Helen de Quiroga, in 2022

In juni 2022 traden Sevilla en de Quiroga als Baccara op tijdens de Christian Dior ruisecollectiepresentatie  in Sevilla (stad), Spanje.
In juli 2022 speelden ze de grootste hits van Baccara tijdens MaDo in Madrid (stad), Spanje; op het festival 'Doune the Rabbit Hole' in Schotland, op 'Guilfest'  in Guilford, Verenigd Koninkrijk.
In augustus 2022 verscheen Baccara van Cristina Sevilla op het 'Küüslaugufestival'  in Kuremaa, Estland. In september 2022 brachten ze een digitale single Don’t let this feeling go away uit op het platenlabel “Team 33 music”.
In oktober 2022 traden Sevilla en de Quiroga op als Baccara op de tuin- en bloemententoonstelling in Brandenburg (deelstaat), Duitsland en verschenen ze op het Elle Cancer Ball in Madrid (stad), Spanje. In november 2022 reisden ze naar de Verenigde Staten, om samen met Gina T twee shows te geven.
In februari 2023 trad Baccara van Cristina Sevilla op in Oruro (stad), Bolivia. In mei 2023 wijdde de Spaanse editie van ELLE magazine een artikel van 4 pagina's aan Baccara. Later in mei 2023 bracht op vinyl het Spaanse platenlabel 'in Out Records' de maxi-single Don't let this feeling go away uit, met de uitgebreide versie van het bovengenoemde nummer en de New Baccara-hit Call me up en Fantasy boy, opnieuw opgenomen door Sevilla en de Quiroga.
In juni 2023 trad Sevilla's Baccara op op 'Nostalgia Fest' in Riga, Letland en op 'New Wave Fest' in Houston, Texas (staat) en in San Jose (Californië). In juli 2023 had Baccara van Cristina Sevilla een soloconcert in de stad Uralsk, in Kazachstan.
In augustus 2023 traden Sevilla en de Quiroga op als 'Baccara' op het Festival van Kunst en Cultuur in de stad Botoșani (stad), Roemenië. In september 2023 werd Baccara van Cristina Sevilla door het Franse lingerielabel ETAM uitgekozen om hun hit Yes sir, I can boogie uit te voeren tijdens de liveshow van Etam, tijdens de modeweek in Parijs. De show werd live uitgezonden door de Franse televisiezender TCM.
In november 2023 traden Sevilla en de Quiroga op als 'Baccara' op het wijnfestival  in Comrat, Moldavië (land). Later in november werd de nieuwe digitale single van Baccara When I’m with you uitgebracht door het platenlabel 'Team 33 music'.
In december 2023 gaf Baccara van Cristina Sevilla twee shows in Estland, een in de buurt van Tallinn - en een andere  in Narva (Estland). In januari 2024 traden Sevilla en de Quiroga op in Londen, voornamelijk voor Latijns-Amerikaans publiek.

## Discografie

### Originele bezetting

#### Albums
- 1977 - Baccara
- 1978 - Light My Fire
- 1979 - Colours
- 1981 - Bad Boys
- 1994 - Our Very Best

#### Ep's
- 1990 - Yes Sir, I Can Boogie '90

#### Singles
- 1977 - Yes Sir, I Can Boogie / Cara Mia
- 1977 - Sorry, I'm a Lady / Love You Till I Die
- 1977 - Sorry, I'm a Lady (Extended Mix) / Yes Sir, I Can Boogie (Extended Mix)
- 1977 - Granada / Sorry, I'm a Lady
- 1977 - Koochie-Koo / Number One
- 1978 - Parlez-vous Français? / Amoureux
- 1978 - Parlez-vous Français? (English Version) / You And Me
- 1978 - Parlez-vous Français? / Adelita
- 1978 - Darling (Alarmschijf) / Mad in Madrid
- 1978 - The Devil Sent You to Lorado / Somewhere in Paradise
- 1978 - El Diablo Te Mandó A Laredo / Somewhere in Paradise
- 1979 - Body-Talk / By 1999
- 1979 - Body-Talk (Extended Mix) / By 1999 (Extended Mix)
- 1979 - Baila tú / En el año 2000
- 1979 - Ay, Ay Sailor / One, Two, Three, That's Life
- 1979 - Ay, Ay Sailor / For You
- 1979 - Eins plus eins ist eins / For You
- 1980 - Sleepy-Time-Toy / Candido
- 1981 - Colorado / Mucho, Mucho

#### NPO Radio 2 Top 2000
| Nummer met noteringen in de NPO Radio 2 Top 2000 | '99  | '00 | '01  | '02  | '03  | '04  | '05  | '06 | '07  | '08  |
| ------------------------------------------------ | ---- | --- | ---- | ---- | ---- | ---- | ---- | --- | ---- | ---- |
| Yes Sir, I Can Boogie                            | 1145 | 743 | 1235 | 1413 | 1572 | 1417 | 1881 | -   | 1795 | 1861 |

1. ↑  Een '-' betekent dat het nummer niet was genoteerd en een vetgedrukt getal geeft de hoogste notering aan.
2. ↑  Deze tabel is bijgewerkt tot en met de meest recente editie (2024).

### Baccara van Mayte Mateos

#### Albums
- 1999 - Baccara 2000
- 2004 - Soy tu Venus
- 2008 - Satin... in Black & White

#### Singles
- 1999 - Yes Sir, I Can Boogie '99
- 2002 - Yes Sir, I Can Boogie (Copa Remix)
- 2004 - Soy tu Venus
- 2008 - Nights in Black Satin

### Baccara van Maria Mendiola

#### Albums
- 1990 - F.U.N.
- 1999 - Made in Spain
- 2000 - Face to Face
- 2000 - Lo Mejor de Baccara
- 2002 - Greatest Hits
- 2017 - I Belong to Your Heart

#### Singles
- 1987 - Call Me Up / Talismán
- 1988 - Fantasy Boy
- 1989 - Touch Me
- 1990 - Yes Sir, I Can Boogie '90
- 1994 - Yes Sir, I Can Boogie (Italo Disco Mix)
- 1994 - Sorry, I'm a Lady (Italo Disco Mix)
- 1999 - Sorry, I'm a Lady (Dance Version)
- 2000 - I Want to Be in Love with Somebody (promo)
- 2000 - Face to Face
- 2002 - Wind Beneath My Wings
- 2005 - Yes Sir, I Can Boogie 2005
- 2008 – Fantasy Boy 2008
- 2018 - Gimme Your Love
- 2021 - No Sir, Don't Say Goodbye
- 2021 - Yes Sir, I Can Boogie (Paul Keenan Remix)

### Baccara van Cristina Sevilla
- 2022 - Don't Let This Feeling Go Away
- 2023 - When I'm with You (digitaal)
- 2024 - Vamos al Cielo (digitaal)
- 2025 - The Power Of Love (digitaal)
- 2025 - Qatar My Love, (digitaal)

1956: Michèle Arnaud + Michèle Arnaud · 
1957: Danièle Dupré · 
1958: Solange Berry · 
1960: Camillo Felgen · 
1961: Jean-Claude Pascal · 
1962: Camillo Felgen · 
1963: Nana Mouskouri · 
1964: Hugues Aufray · 
1965: France Gall · 
1966: Michèle Torr · 
1967: Vicky Leandros · 
1968: Chris Baldo & Sophie Garel · 
1969: Romuald · 
1970: David Alexandre Winter · 
1971: Monique Melsen · 
1972: Vicky Leandros · 
1973: Anne-Marie David · 
1974: Ireen Sheer · 
1975: Geraldine · 
1976: Jürgen Marcus · 
1977: Anne-Marie Besse · 
1978: Baccara · 
1979: Jeane Manson · 
1980: Sophie & Magaly · 
1981: Jean-Claude Pascal · 
1982: Svetlana · 
1983: Corinne Hermès · 
1984: Sophie Carle · 
1985: Margo, Franck, Diane, Ireen, Malcolm & Chris · 
1986: Sherisse Laurence · 
1987: Plastic Bertrand · 
1988: Lara Fabian · 
1989: Park Café · 
1990: Céline Carzo · 
1991: Sarah Bray · 
1992: Marion Welter & Kontinent · 
1993: Modern Times · 
2024: Tali · 
2025: Laura Thorn
- Biblioteca Nacional de España: XX91105
- Bibliothèque nationale de France: cb13953282m (data)
- Gemeinsame Normdatei: 10278867-4
- International Standard Name Identifier: 0000 0001 1548 0906
- Library of Congress Control Number: no98038365
- MusicBrainz: 07d64456-0220-4fb3-b6bf-bb9707b4eefb
- Nationale Bibliotheek van Tsjechië: xx0021327
- Virtual International Authority File: 312648764